# الکفورد
الکفورد (به انگلیسی: Elkford) یک منطقهٔ مسکونی در کانادا است که در کوه‌های راکی، بریتیش کلمبیا کانادا واقع شده‌است. الکفورد ۱۰۱٫۵۹ کیلومتر مربع مساحت و ۲٬۵۲۳ نفر جمعیت دارد و ۱٬۳۰۰ متر بالاتر از سطح دریا واقع شده‌است.